# Karsten Sturm
Karsten Paul Sturm (* 1953 in Bad Bevensen) ist ein deutscher Schriftsteller und Maler.

## Leben
Sturm wuchs als zweiter von vier Söhnen in Hamburg und Hannover auf. Die Mutter Kunsthandwerkerin, der Vater Chemiker, emigrierten 1953 aus der DDR. Von 1961 bis 1969 durchlief Karsten Sturm eine musikalische Ausbildung. Er absolvierte eine Ausbildung in Integrativer Therapie (Gestalttherapie) am Fritz-Perls-Institut Düsseldorf und studierte Sozialwissenschaften, Politik & Sozialpsychologie an der Leibniz Universität Hannover.
1984 gründete er mit Bildhauern, Dichtern, Künstlern, Musikern, Tanz- & Theaterschaffenden die Gruppe ZET und trat im selben Jahr der Schriftsteller-Gruppe Head Farm Odisheim um Helmut Salzinger, Hadayatullah Hübsch und Michael Kellner bei.
Als Kritiker und Kolumnist war Sturm 20 Jahre lang tätig für das Literarische Info-Zentrum Bottrop (UM-Info), für die Zeitschrift Gegengift (Pfaffenhofen) und für KunstAmSonntag Hannover. Poesien und Prosa-Miniaturen veröffentlichte er bei Radio Bremen, NDR Kultur, beim ORF Wien, Radio Basel & Radio Flora Hannover. Er schrieb Film-Drehbücher, inszenierte Hör- & Theaterstücke wie "Reise nach IX" (1984) und "ZEX" (1987). Seit 1990 malt er teils großformatig mit Acrylfarben, Pigmenten & Sand auf Leinwand.
Sturm lebt und arbeitet als Schriftsteller und Künstler in Hannover-Linden. Er ist Vater von zwei Kindern.

## Auszeichnungen
- 1984  Nominierung für das Villa Massimo Stipendium Rom
- 1986: Niedersächsischer Nachwuchspreis Literatur
- 1990  Nominierung für die Villa Massimo, Rom
- 1990  Atelierhaus-Stpendium Worpswede
- 1996 bis heute:  Künstlerhilfe des deutschen Bundespräsidenten

## Werke (Auswahl)
- Licht Blicke: Gedichte und Epigramme. Selbstverlag, Hannover 1976.
- Tibetanische Rose: Neue Gedichte aus diesem feindlichen Land. Womm-Press, Horn-Bad Meinberg 1976, ISBN 3-88080-019-7.
- Mozarts Klavierkonzerte oder Die Bäume unserer Zukunft, Reisestorys, in: Falk Zehn, Head Farm Odisheim & Kellner Verlag Hamburg 1984. Hrsg. Helmut Salzinger
- Polaroid Thrills, Film-Drehbuch, mit Winkler & Wittkamp, Berlin 1984.
- Haikus Liebe, 22 Haikus im Buchdruck, ZET Produktion Hannover, 1988.
- X Mess Age, Kunstkatalog/Video/Film. Gallery ZET & Hochschule für Bildende Künste, Braunschweig 1990–91
- Der Regelsprenger. Cracked Egg, 1993, ISBN 3-910067-53-0.
- Die Schaumschlägerin. Cracked Egg, 1994, ISBN 3-910067-57-3.
- It's Time. Prosaskizzen mit Farbkopien von Michael Lembke. Fishtown Verlag, Bremerhaven 1994.
- Timbuktu – Ohne Salz kein Zucker (1 Buch vom Reisen). Buchlabor, Dresden 2001, ISBN 3-929693-18-6.
- Die kleinen Dinge, römische Prosa & Linden Live. In: VerwOrtungen. Anthologie, Hannover 2015.
- Bettina von Minnigerode, Karsten Paul Sturm: Perspektiven: Ein multiples Narrativ. Iatros Verlag, Sonnefeld 2019, ISBN 978-3-86963-880-5.